# Прогнози щодо зміни клімату на Землі
Прогно́зи що́до змі́ни клі́мату на Землі́ — доповідь Міжурядової групи експертів зі зміни клімату, одного з найавторитетніших учених співтовариств ООН, про загрозу, яку несе для людства глобальне потепління.

## Автори прогнозу
До Міжурядової групи експертів зі зміни клімату входять 2,5 тисячі вчених зі 130 країн світу. Доповідь «Зміни клімату 2007» була оприлюднена другого лютого в Парижі на Міжнародній конференції з питань охорони довкілля. На ній присутні представники з 50 країн світу. Ініціатором міжнародної зустрічі є президент Франції Жак Ширак, який сподівається, що за її підсумками в системі ООН з'явиться організація з охорони довкілля.

## Суть прогнозу
Згідно з її прогнозом, до 2100 року через активне танення льодовиків Антарктиди і Гренландії рівень світового океану підвищиться на 18—59 сантиметрів, що призведе до затоплення деяких острівних держав і прибережних міст. Так, під воду можуть піти острівна держава Кірибаті в Тихому океані, а також китайський Шанхай й аргентинська столиця Буенос-Айрес.
Середня температура повітря у світі може підвищитися на 1,8—4 градуси за Цельсієм. Посилиться вплив на клімат тропічних циклонів, які стануть причиною посух чи, навпаки, повеней у різних регіонах планети. Вчені знову наголосили, що катаклізми будуть наслідком антропогенного чинника, а саме — збільшення викидів парникових газів.

## Наслідки та імплементація доповідей
Чиновники ООН прямо заявили, що нова доповідь (попередня була опублікована в 2001 році) експертної групи має змусити світові уряди і, передусім, США скоротити промислові викиди в атмосферу. Крім того, вчені закликали владу активніше брати участь у розробленні рішень щодо Кіотського протоколу, згідно з яким до 2012 року встановлять квоти для промислово розвинених країн на викиди парникових газів.

## Критика
Проти цих планів виступають США і Китай, промисловість яких забруднює атмосферу найбільше.